# Pakxéievo
Pakxéievo (en rus: Пакшеево) és un poble de l'óblast de Leningrad, a Rússia, pertany al districte rural de Boksitogorski. El 2017 tenia 9 habitants.